# Philautus asankai
Philautus asankai är en groddjursart som beskrevs av Kelum Manamendra-Arachchi och Rohan Pethiyagoda 2005. Philautus asankai ingår i släktet Philautus och familjen trädgrodor. Inga underarter finns listade i Catalogue of Life.